# Maciej Rudol
Maciej Rudol (* 27. Juni 1993 in Iława) ist ein polnischer Beachvolleyballspieler.

## Karriere
Rudol erreichte bei der Jugend-Weltmeisterschaft 2011 in Umag mit Pawel Pelka den neunten Rang. Anschließend bildete er ein Duo mit Maciej Kosiak. Rudol/Kosiak wurde bei der U20-Europameisterschaft 2011 in Tel Aviv-Jaffa Fünfte und ein Jahr später beim gleichen Wettbewerb in Hartberg sowie bei den polnischen Titelkämpfen Dritte. In der Zwischenzeit spielte Rudol mit Michał Bryl in Mysłowice sein erstes Open-Turnier der World Tour. Mit seinem etatmäßigen Partner nahm er 2013 an zwei Nachwuchs-Weltmeisterschaften teil; Rudol/Kosiak wurden bei der U23 in Myslowice Neunte und bei der U21 in Umag Dritte. Außerdem nahmen sie auf der World Tour 2013 an den Grand Slams in Den Haag und Gstaad teil. Die U22-Europameisterschaft in Warna beendeten sie ebenso auf dem dritten Rang wie die eine Woche später stattfindende Landesmeisterschaft. 2014 nahm Rudol mit Bartosz Łosiak an der Europameisterschaft in Quartu Sant’Elena teil und erreichte Platz 17. Anschließend wurde er mit Kosiak im heimischen Mysłowice U23-Weltmeister. Beste Ergebnisse auf der World Tour 2016 waren für Rudol/Kosiak zwei fünfte Plätze bei den Open-Turnieren in Antalya und auf Kisch. 2016 erreichten sie bei der Europameisterschaft in Biel Platz 17.
Von 2017 bis 2021 spielte Rudol mit Jakub Szałankiewicz, mit Kacper Kujawiak und mit diversen anderen. Zum dritten Mal wurde er Dritter der polnischen Meisterschaft 2018 mit Kujawiak, mit Szałankiewicz stand er ein Jahr später im Endspiel. Die beiden hatten im Mai den Zwei-Sterne-Wettkampf in Aydın gewonnen und eine Woche vor der Landesmeisterschaft das Achtelfinale beim Vier-Sterne-Event in Moskau erreicht. Im Jahr zuvor standen sie im Viertelfinale beim gleichartigen Wettbewerb in Yangzhou. Im  ersten Jahr ihrer Zusammenarbeit waren sie Fünfte beim Poreč Major geworden. 2021 gehörten sie bei der zweiten Veranstaltung in Cancún noch einmal zu den besten sechzehn Teams. Eine Saison später war Piotr Kantor der Partner des in Ermland-Masuren geborenen Sportlers, mit dem er bei der Weltmeisterschaft in Rom und bei der Europameisterschaft in München jeweils Platz neun belegte. Nach einem fünften Platz im April 2023 beim Challenge-Turnier in Saquarema trennten sich die beiden. Danach spielte Rudol mit Pawel Lewandowski bei fünf Veranstaltungen ohne nennenswerte Resultate. An der Seite von Bartosz Łosiak erreichte Rudol bei der Europameisterschaft in Wien erneut Platz neun. 2024 war er meistens mit Filip Lejawa aktiv. Heraus sprangen ein nationaler Turniersieg sowie Bronze beim Futures in der spanischen Hauptstadt. Mit Mateusz Florczyk, mit dem er im April des Jahres in der zweiten Qualifikationsrunde beim Challenge in Xiamen an den Schweizern Florian Breer und Marco Krattiger gescheitert war, gelang Maciej Rudol im August die zweite Finalteilnahme bei der Landesmeisterschaft seines Heimatlandes.